# ギルデッド・エイジ -ニューヨーク黄金時代-
『ギルデッド・エイジ –ニューヨーク黄金時代-』(The Gilded Age)はアメリカ合衆国の歴史劇ドラマシリーズである。HBOのためにジュリアン・フェロウズが創作し、経済が急成長を遂げた1880年代の金ぴか時代の ニューヨークを舞台とする。

## 概要
南北戦争が終わりアメリカ経済が急成長期を迎えた19世紀末の黄金期のアメリカ合衆国。才覚さえあれば誰もが一代にして億万長者にのし上がることができた時代。
1882年、ペンシルバニア州の田舎町から華やかなニューヨークにやって来た年若き女性マリアン・ブルックは、名門ヴァン・ライン＝ブルック家の叔母の屋敷に同居する。しかし当時のニューヨークは、17世紀にアメリカへ入植した名家で構成される上流階級と、新興成金との間に確執があった。ヴァン・ライン家の真向かいに、一代にして巨万の富を築いた鉄道王ラッセル家が屋敷を建てたことから、マリアンは上流階級の旧勢力と新勢力の争いに巻きこまれていく。ドラマは上流階級、上位中産階級、黒人富裕層、召使階級の人々の群像劇となっている。
2018年にはNBCで放送すると発表されたが、2019年5月にHBOに移動した。シーズン1は2022年1月24日から放送され、2022年2月にはシーズン2へ更新され、2023年10月29日より放送された。2023年12月にはシーズン3へと更新された。日本では、U-NEXTで配信されている。

## あらすじ

### シーズン1
1882年、ペンシルバニア州に住む若い女性マリアン・ブルックは父親を亡くし、弁護士のトム・レイクスから無一文になったことを告げられる。マリアンはニューヨーク州に住む大富豪の未亡人で叔母のアグネス・ヴァン・ラインを頼り、叔母の屋敷へ身を寄せることになる。叔母アグネスの屋敷には、アグネスの妹で未婚の叔母エイダと、アグネスの息子オスカーが居た。
マリアンが駅で偶然知り合いニューヨークまで同行した黒人女性のペギー・スコットは、裕福な家庭のエリート女性だがブルックリンに住む父親と折り合いが悪く、ヴァン・ライン家の屋敷でアグネスの住み込み秘書になる。作家を目指すペギーは秘書としてアグネスに信頼され、新聞に小説も寄稿していたが、アグネスの侍女アームストロングの悪意に曝されて秘書を辞めるはめになり、ブルックリンの実家に戻る。
ペンシルバニア州の弁護士トム・レイクスはマリアンを追いかけてニューヨークへはるばる訪ねて来てニューヨークで仕事を始めようとするが、叔母アグネスはトム・レイクスを野心家と看破し警戒してマリアンに交際を禁じる。
ニューヨークでは、17世紀メイフラワー号時代からの古参の富裕層が上流階級を結成し、新興富豪「ニュー・マネー」の上流社会への参入を拒んでいた。そこへ鉄道王で億万長者のジョージ・ラッセルがヴァン・ライン家の真向かいに豪邸を立て、妻のバーサ、息子のラリー、娘のグラディスと引っ越してくる。勝ち気でバイタリティあふれる夫人バーサは上流階級入りを望むが、旧勢力「オールド・マネー」の名士たちは、新勢力「ニュー・マネー」のラッセル家を見下してはねつける。誇り高いアグネス・ヴァン・ラインもラッセル家との交際を拒否するが、公平で偏見を持たないマリアンはラッセル家と親しくなる。アグネスの息子オスカーは男色家であることを隠して生きて来たが、財産を求めて結婚相手を探し、ラッセル家の娘グラディスに目をつける。
事業を拡大するジョージ・ラッセルは、新駅の建設法案を妨害する市会議員の名士たちと自社株仕手戦で争い、旧勢力のパトリック・モーリスを破産させて自殺に追い込み、アグネス・ヴァン・ラインの姻戚である名門フェイン家を味方につけた。
また私生活ではジョージ・ラッセルは娘グラディスに求婚する青年を脅迫して仲を引き裂き、バーサ・ラッセルはニューヨーク社交界のリーダーであるアスター夫人に近づくため、社交界の重鎮マカリスターを取り込む。
そんな時、ジョージは死者5人を出した脱線事故をめぐって裁判で窮地に立たされるが、偶然マリアンがジョージの会社の速記者エインズリーと従業員ディクソンの裏切りの証拠を拾った事から危機を脱する。
バーサ・ラッセルは娘グラディスの舞踏会デビューを企画し、アスター夫人の娘キャリーの招待をめぐってアスター夫人と対立する。しかしバーサはアスター夫人に譲歩させ、ヴァン・ライン家を含む多数の旧勢力名士たちの出席を勝ち取る。
叔母に交際を反対されているマリアンと弁護士トム・レイクスは駆け落ちを計画する。しかし、トムは他の富豪令嬢を選んで、マリアンを捨てる。

### シーズン2
ヴァン・ライン家では、マリアンがアグネスに背いて教師の仕事を始めた。マリアンはヴァン・ライン家の親戚で妻と死別し娘を育てているダシェル・モンゴメリーと知り合い婚約する。しかしマリアンはモンゴメリーの求める結婚と自分の求める人生の違いに気づいて婚約を破棄する。エイダは教区へ着任したフォルテ牧師と緩やかに愛情を育み求婚を承諾する。エイダを失う寂しさからアグネスは結婚に反対するが、最後には折れて妹の結婚式に出席する。だがフォルテ牧師は癌でまもなく亡くなる。
新興富豪の鉄道王ラッセル家は、名声高いアカデミー劇場のボックス席会員になるのを理事のアスター夫人に拒否される。バーサ・ラッセルは新設のメトロポリタン劇場の理事に就任してアカデミー劇場と競うことでニューヨーク社交界の「オペラ戦争」が始まる。
バーサのかつての侍女イーニッドが、旧勢力の老齢な富豪ウィンタートンと結婚して貴婦人になり社交界に姿を現して人々を驚かせる。イーニッドはかつての主人バーサに競争心を燃やす。しかしバーサの密告で、イーニッドの出自を理由にウィンタートン家はアカデミー劇場のボックス席を拒否され、イーニッドは仕方なくメトロポリタン劇場の支持に回る。ウィンタートンがイギリス貴族バッキンガム公爵と知り合いだった事からバッキンガム公爵がニューヨーク社交界を訪れ、バーサはバッキンガム公爵との繋がりをイーニッドと水面下で競う。バーサはバッキンガム公爵や名士たちを味方につけてオペラ戦争に勝利する。
結婚相手に富豪の娘を探す男色家のオスカー・ヴァン・ラインは、グラディス・ラッセルに求愛するが、父ジョージ・ラッセルに打算による結婚は認めないと見破られて交際を禁じられる。次に富豪の私生児という触れ込みのモード・ビートン嬢に目をつけるが投資詐欺に引っかかりヴァン・ライン家の財産のほとんどを失ってしまう。ヴァン・ライン家は屋敷を売る瀬戸際に立つが、エイダが巨額の遺産をフォルテ牧師から相続して、危機を逃れる。
ラッセル家の息子ラリーは父の事業を継がず建築家になっており年上の未亡人と恋に落ちるが、母バーサに引き裂かれる。労働運動がジョージら資本家を悩ます。
作家を目指す黒人女性ペギー・スコットは、かつて密かに産んで養子に出していた息子の死をきっかけに、実家を出てアグネスの秘書の仕事に戻る。またニューヨーク・グローブ社を経営するフォーチュンの元で新聞記者の仕事をするが、フォーチュンとの不倫関係に陥る前に新聞社を辞める。

### シーズン3
鉄道王ジョージ・ラッセルはニューヨークとロサンゼルスをシカゴ経由で結ぶ国家レベルのアメリカ大陸横断鉄道事業に着手し、アメリカ西部の土地買い占めを始める。一方で妻のバーサ・ラッセルは娘グラディスの結婚相手をイギリス貴族バッキンガム公爵に定める。グラディスは母親に反発し、家出して愛する青年ビリー・カールトンの屋敷へ駆け込む。しかしバーサによるバッキンガム公爵との政略結婚は着々と進み、ついにグラディスは涙ながらにバッキンガム公と結婚式を挙げ、イギリスへ旅立つ。バッキンガム公の城を管理しているのはバッキンガム公の未婚の姉のサラ。サラはグラディスに貴婦人教育すると言う名目で、アメリカ人成金のグラディスを見くだす。グラディスはアメリカの両親に苦境を訴える手紙を書き、母バーサが渡英しバッキンガム公の城に滞在することになる。バーサはグラディスに、公爵家の領地管理を自ら行ない公爵の愛情を自分に向けなさいとアドバイス。グラディスは貴族たちを招待した晩餐会で、自分は公爵夫人で城の女主人、義姉サラには女主人より先に席を立ってはいけないと示す。
一方、シカゴの土地買い占めに失敗したジョージ・ラッセルは、所有する銀行2行が倒産。シカゴのイリノイ・セントラル鉄道の買収にも失敗し、秘書クレイを解雇する。大富豪J.P.モルガンの助力を得て、ジョージはメリック兄弟説得に一旦は成功するが、新聞に不利な記事が掲載され、鉄道会社は最大の窮地に立たされる。
ヴァン・ライン家では、女主人アグネス・ヴァン・ラインが詐欺に引っかかった息子オスカーのために破産し、莫大な夫の遺産でヴァン・ライン家を救ったエイダが女主人になっていた。エイダは禁酒運動にのめり込み始める。マリアンはラリー・ラッセルと愛し合うようになるが、財産の無い自分がラッセル家の息子の結婚相手として認められるはずがないと慎重になっている。
しかし、息子ラリー・ラッセルはヴァン・ライン家の従僕ジャックと共に発明の事業を始め、その発明に60万ドルの値がつく。そしてマリアン・ブルックに求婚。父ジョージと、アグネス・ヴァン・ライン、エイダに祝福される。父ジョージ・ラッセルの秘書になったラリーは土地買い占めのためにアリゾナに向かう。買収予定の土地を調査した結果、鉱山に銅脈があることがわかる。
女流作家になったペギー・スコットは風邪で肺炎になりかけ、ウィリアム・カークランド医師の治療で回復する。ペギーはウィリアムと互いに好意を寄せ合い、カークランド家のニューポートの屋敷に両親とともに招かれる。しかし5世代前からアメリカ北部の自由市民黒人であるウィリアムの母親は、南部奴隷出身のペギーの両親を見くだす。
(第4話まで。随時加筆)

## 登場人物
※括弧内は日本語吹替キャスト

### ブルック家及びヴァン・ライン家
- マリアン・ブルック : ルイーザ・ジェイコブソン（英語版） （内田真礼）: 父の死で一文無しとなり、疎遠だったニューヨーク在住の大富豪の叔母たちと暮らすことになった若い女性。ニューヨーク社交界の旧勢力と新勢力の争いの渦中にありながら、公平平等で偏見がない
- アグネス・ヴァン・ライン (旧姓ブルック): クリスティーン・バランスキー （松本梨香）: マリアンの叔母で富豪のヴァン・ライン氏の未亡人。ニューヨーク在住の上流階級で、17世紀メイフラワー号時代からの古い家柄を誇りとしている。シーズン2で息子オスカーが詐欺に引っかかり破産に追い込まれる
- エイダ・ブルック : シンシア・ニクソン （井上喜久子）: 未婚のまま、姉アグネスの世話になり同居するマリアンの叔母。シーズン2で牧師と結婚するが、ほどなく夫は癌で他界。莫大な遺産が入り、破産したヴァン・ライン家を救って屋敷の女主人になる。
- オスカー・ヴァン・ライン : ブレイク・リットソン（英語版） （森久保祥太郎）: アグネスの息子で、同性愛性向を隠し、充分な資産を得るために富豪令嬢の結婚相手を探すが、シーズン2で詐欺に引っかかり母親を破産に追い込む。
- ダシェル・モンゴメリー : David Furr : アグネスの亡夫の甥。愛妻を亡くした男やもめ。マリアンと婚約するが、結婚観の違いから破談になる (S2)
- フランシス・モンゴメリー : Matilda Lawler : ダシェルの娘 。マリアンの勤務するセント・マリー校の生徒(S2)

### ラッセル家
- バーサ・ラッセル : キャリー・クーン （浅野真澄）: 一代にして鉄道王になったジョージ・ラッセルの妻。豊富な資金を費やして上流階級の仲間入りを狙う勝ち気でバイタリティあふれる女性
- ジョージ・ラッセル : モーガン・スペクター（英語版） （杉田智和）: バーサの夫で鉄道会社を経営し、巨億の富を築いた新興成金。いわゆる泥棒男爵
- ラリー・ラッセル : ハリー・リチャードソン（英語版） （寺島拓篤）: バーサとジョージの息子でハーバード大学を卒業したばかりの建築家。父親の事業を継がず、建築の仕事をしている。
- グラディス・ラッセル : タイッサ・ファーミガ （田所あずさ）: ラリーの妹。母バーサの計画する政略結婚から逃れようと淡い恋をするが、両親に恋を引き裂かれ、シーズン3でバッキンガム公爵との結婚を強いられる

### ヴァン・ライン家の使用人
- アルフレッド・バニスター : サイモン・ジョーンズ（英語版） : （中務貴幸）イギリス人の執事
- ミセス・バウアー : Kristine Nielsen :（浅井晴美） 料理長。心優しい。ハノーバー出身のドイツ人移民でブリジットを保護している
- アームストロング : Debra Monk : （笹島かほる）アグネスの侍女。偏見が強く意地が悪い。差別意識からアグネスの秘書ペギー・スコットを追い出そうとする。
- ブリジット : Taylor Richardson : （北村さちこ）メイド。過去の虐待のトラウマを抱えている
- ジョン(ジャック)・トロッター : Ben Ahlers :（福原かつみ） 従僕。発明の才能があり、シーズン3でラリー・ラッセルと共に事業を始める。
- ペギー・スコット : デネー・ベントン（英語版） :（新田恵海） 作家を目指す黒人女性でアグネスの秘書。ブルックリン在住の裕福な家庭の娘で父親と不仲(S1)。シーズン2〜3で新聞に小説が掲載され女流作家になる

### ラッセル家の使用人
- チャーチ : ジャック・ギルピン（英語版） :（西垣俊作） 執事
- ブルース: Celia Keenan-Bolger :（加藤美佐） 家政婦長
- ムッシュ・ボダーン/ジョッシュ・ボーデン : （佐々木祐介）Douglas Sills : 料理長。当初はフランス人だと名乗っていたが、カンザス州ウィチタ出身であることが判明する。
- イーニッド・ターナー (ウィンタートン) : Kelly Curran : （兼田めぐみ）バーサの侍女、野心家。ジョージを誘惑するが失敗。グラディスとの結婚を狙うオスカーに金でラッセル家の情報を売り渡していたが、オスカーの愛人だと誤解されて、バーサにラッセル家を解雇される。後に高齢の富豪ウィンタートンと結婚して富豪夫人になり、バーサに競争心を燃やす
- ワトソン/コリア― : Michae Cerveris :（高橋ちんねん） ジョージの従者、かつては銀行家だったが破産して従僕に身を落とした
- アデルハイド・ウェーバー：エリン・ウィルヘルミ（高宮彩織）：ベルリン出身のドイツ人移民。グラディス・ラッセルの侍女になる
- リチャード・クレイ : パトリック・ペイジ : （市橋尚史）ジョージの秘書
- メイベル・エインズリー：ズザンナ・ザドコウスキー：ジョージ・ラッセルの速記者。ジョージが経営する鉄道会社が脱線事故を起こした裁判で、証拠書類を捏造して雇い主ジョージを裏切り、解雇される(S1)

### 名士たち
- キャロライン・アスター : ドナ・マーフィー :(北林早苗） ニューヨーク上流階級に影響力の強い大富豪夫人。実在の人物。成金の鉄道王ラッセル家をニューヨーク社交界から締め出す旧勢力の中心。
- キャリー・アスター : Amy Forsyth : （平山笑美）キャロラインの美しい娘。グラディス・ラッセルと仲が良い
- シルヴィア・チェンバレン : ジーン・トリプルホーン :（かとう有花） 過去の不倫により上流階級から疎外されている富豪の未亡人 (S1)
- メイミー・フィッシュ : Ashlie Atkinson : （浅井晴美）上流階級の陽気な夫人。旧勢力。実在の名士
- オーロラ・フェイン : ケリー・オハラ : （井上カオリ）アグネスの亡夫の姪で上流階級の夫人。旧勢力。シーズン3で夫チャールズから離婚を持ちかけられる
- チャールズ・フェイン :  Ward Horton :（村井雄治） オーロラの夫で市会議員
- アン・モーリス : Katie Finneran : （福乃　愛）新興成金を疎外する上流階級の夫人。旧勢力 (S1)
- パトリック・モーリス : Michel Gill : （菊池康弘）アンの夫で市会議員 (S1)
- クララ・バートン : リンダ・エモンド : （小林明日香）アメリカ赤十字社の創設者。実在の人物。(S1)
- スーザン・ブレイン : ローラ・ベナンティ : ラリー・ラッセルと親しくなる年上の富裕の未亡人。ラリーとの恋でニューヨーク社交界に醜聞が広がる(S2)
- ジョシュア・ウィンタートン : デイキン・マシューズ : バーサのかつての侍女イーニッド・ターナーと結婚する高齢の大富豪(S2)

### その他
- ティモシー・トーマス・フォーチュン : Sullivan Jones :（峰　晃弘） ニューヨーク・グローブ紙の発行人。アフリカ系アメリカ人(S1)(S2)
- トム・レイクス : トーマス・コッケレル（英語版） : （小松史法）マリアンの亡父の弁護士 。マリアンを追ってニューヨークで仕事を始める。アグネス・ヴァン・ラインから打算的な野心家だと評される。マリアンとの結婚を叔母アグネス・ヴァン・ラインに反対され、マリアンと駆け落ちを計画するが裏切り、他の富豪令嬢と結婚する(S1)
- アーサー・スコット : John Douglas Thompson : （石原辰巳）ペギー・スコットの父。南北戦争後の奴隷制度廃止により、南部奴隷の身から解放され、北部の薬科大学を出て薬剤師になり薬局を開いて成功した裕福なエリートアフリカ系アメリカ人
- ドロシー・スコット : オードラ・マクドナルド : （かとう有花）ペギーの母。娘の良き理解者
- スタンフォード・ホワイト : John Sanders : （御子神孝次）ラッセル家の屋敷を設計した実在の建築家 (S1)
- ジョン・アダムス : Claybourne Elder : （佐々木祐介）オスカーの同性の秘密の恋人
- ウォード・マカリスター : ネイサン・レイン : （高木　渉）ニューヨーク上流階級の重鎮で、旧勢力を仕切るアスターの右腕のような存在。実在の人物。
- ルーク・フォルテ : ロバート・ショーン・レナード : ボストンからニューヨークに赴任してきた牧師。穏やかな人柄でエイダと愛情を育み結婚するが癌で他界する。莫大な遺産をエイダに遺す(S2)
- ギルバート : Jeremy Shamos : 新メトロポリタン・オペラ・ハウス新設に尽力する投資家 (S2
- モード・ビートン：ニコール・ブライドン・ブルーム ：オスカーが結婚しようとした富豪の令嬢。正体は詐欺師で、オスカーは騙されヴァン・ライン家は破産に追い込まれる（S2）
- ビリー・カールトン：マット・ウォーカー：グラディス・ラッセルが恋をし結婚を望んでいる上流階級の青年。バーサ・ラッセルにグラディスとの結婚を拒否される(S2)(S3)
- バッキンガム公爵 : Ben Lamb : ニューヨークを訪問するイギリス貴族。ジョージ・ラッセルからの莫大な経済支援と引き換えにグラディス・ラッセルと結婚する (S2)(S3)
- サラ・ヴェア　: ハティ・モラハン　: バッキンガム公爵の未婚の姉。冷淡(S3)
- ウィリアム・カークランド　:  ジョーダン・ドニカ　:  好青年な医師。兄2人はハーバード大学とエール大学出身。裕福なアフリカ系アメリカ人(S3)
- エリザベス・カークランド　: フィリシア・ラシャド　: ウィリアムの母親。5代前から北部アメリカの自由市民黒人であり、南部奴隷出身のペギー一家を見くだす。ニューポートに屋敷を構える裕福なアフリカ系アメリカ人(S3)
- フレデリック・カークランド　: ブライアン・ストークス・ミッチェル:ウィリアムの父親。寛大な人柄の牧師(S3)

## エピソード

### シーズン1のエピソード
| 通算 話数 | シーズン 話数 | タイトル                                      | 監督                   | 脚本                   | 放送日        | U.S.視聴者数 (百万人) |
| --- | ------------- | --------------------------------------------- | ---------------------- | ---------------------- | ------------- | --------------------- |
| 1 | 1             | "新参者" "Never the New"                      | マイケル・エングラー   | ジュリアン・フェロウズ | 2022年1月24日 | 0.463                 |
| 1882年のニューヨークで、新興成金のジョージ・ラッセル、妻のバーサ、息子のラリーと娘のグラディスは、スタンフォード・ホワイトに設計させた新居に引っ越す。通りの向こう側のヴァン・ライン邸に住むアグネス・ヴァン・ラインとその妹のエイダ・ブルックは、兄ヘンリーの死で一文無しとなったその娘マリアンを待ち受ける。ペンシルバニア州から汽車でニューヨークに向かうマリアンは財布と切符を盗まれ、会ったばかりの若い黒人女性のペギー・スコットから借金して同じ汽車に乗る。天候が悪化してフェリーが欠航したため、マリアンはペギーをヴァン・ライン邸に泊める。アグネスはペギーを秘書として雇う。アグネスの息子オスカーとバーサの息子ラリーはフィッシュ夫人のパーティーで会う。バーサは上流階級の仲間入りをしようと豪華なパーティーを催すが、招待した誰も出席せず、成金を蔑むアグネスに隠れてマリアンだけが来る。バーサは復讐を誓う。オスカーは同性の恋人ジョン・アダムスと秘密の逢瀬を楽しむ。 |               |                                               |                        |                        |               |                       |
| 2 | 2             | "ぶつかり合う価値観" "Money Isn't Everything" | マイケル・エングラー   | ジュリアン・フェロウズ | 2022年1月31日 | 0.598                 |
| マリアンの父の遺産を整理した弁護士のトム・レイクスがニューヨークで働くために引っ越して来てマリアンに関心を示す。アグネスは財産のないトムを気に入らない。ペギーはトムに法律相談をする。マリアンはペギーを通じて料理長のバウアーがギャンブルの借金を背負っていることを知り、融通してやる。ジョージとバーサはモーリス夫人とフェーン夫人の企画するチャリティーバザーに関わるために自邸のボールルームを会場に提供するが、バザーは高額の使用料を払ってホテルで行われる。怒った二人はバザーの全品を買い占めてバザーを台無しにする。オスカーは二人の娘グラディスに接近しようとする。ジョージはパトリック・モーリスら市会議員らと話をつけ、自社株を安く譲渡する代わりに駅の建設を許可する法案を成立させようとする。 |               |                                               |                        |                        |               |                       |
| 3 | 3             | "それぞれの誤算" "Face the Music"             | サリー・リチャードソン | ジュリアン・フェロウズ | 2022年2月7日  | 0.542                 |
| 新駅法案は暗礁に乗り上げ、ジョージの会社の株を高値で売ったモーリスやフェインら市会議員たちは、今度は下落を予想して空売りをする。ジョージは仕返しに自社株を密かに買い占めて株価を吊り上げる。ペギーは小説を新聞に掲載する提案を得るが、人種差別的な扱いを受けて断念する。オスカーは財産を得ると同時に男色性向を隠すためにグラディスに接近し、恋人のジョンは面白くない。エイダの昔の恋人のエッカードが旧交を温めようとする。アグネスはエッカードが昔も今も金目当てであることを見破り、エイダに財産がないことを伝えて追い払う。トムがマリアンに求婚するも、アグネスが彼を気に入らないことを知るマリアンは返事を延ばす。株の空売りをしていた市会議員たちは窮地に陥ってラッセル家に情けを請うも拒否され、多くを賭け過ぎていたパトリック・モーリスは自殺する。 |               |                                               |                        |                        |               |                       |
| 4 | 4             | "架け橋には遠く" "A Long Ladder"              | サリー・リチャードソン | ジュリアン・フェロウズ | 2022年2月14日 | 0.604                 |
| 勝負に勝ったジョージは妻バーサを仲間に入れる条件でフェイン家を財政危機から救うと申し出る。オーロラ・フェインはバーサを、社交界を仕切るマカリスターに紹介すると申し出る。さらに赤十字社を支援するチャリティ・コンサートに誘う。バーサの侍女イーニッド・ターナーはジョージを誘惑しようとして失敗する。ペギーは黒人のフォーチュンが発行する新聞ニューヨーク・グローブに小説が載る機会を得る。ペギーはブルックリンに住む両親に報告に行く。マリアンはスコット家が貧しいと思い込み、古い靴を持ち寄って傷つける。アグネスの執事バニスターはラッセル家を視察する。結婚前に亡夫の愛人だったという悪評のために上流階級から疎外されるチェンバレン夫人はマリアンの友人になろうとするも、マリアンはアグネスに遠慮せざるを得ない。メイドのブリジットは、子供の頃に父親に性的虐待を受けたものの母親が止めなかったことをバウアーに告白する。マリアンはフェイン夫妻、バーサとともにコンサートに行き、偶然トムに会う。結婚したければアグネスを説得するよう求める。. |               |                                               |                        |                        |               |                       |
| 5 | 5             | "交差する思惑" "Charity Has Two Functions"    | サリー・リチャードソン | ジュリアン・フェロウズ | 2022年2月21日 | 0.631                 |
| グラディスの求婚者のゴールドウィンはバーサの基準を満たさない。ジョージはボールドウィンをディナーに招く。アームストロングは病気の母親を訪ねる。フェイン夫妻がバーサをマカリスターに紹介し、二人はウマが合う。オーロラ、バーサ、マリアン、トムははバートンの赤十字開設のスピーチを聞きに旅行する。ペギーはアグネスに頼まれてマリアンを見張るために同行し、新聞の記事の取材をする。バートンは、金持ちが社交界に入るためにチャリティーを利用することを理解している。トムがマリアンにキスをしたとき、ペギーが邪魔に入る。ペギーはかつて恋に落ちたものの父に引き裂かれたと告白する。オスカーはグラディスと結婚するためにイーニッドをスパイとする。ディナーの後、ジョージはボールドウィンに、自分の用意した投資銀行の仕事に就く代わりにグラディスと会うのをやめるよう提案する。断れば二度と金融業界で働けなくすると脅す。秘書のリチャード・クレイが、列車の脱線事故で死傷者が出たとジョージに急報する。 |               |                                               |                        |                        |               |                       |
| 6 | 6             | "処分への覚悟" "Heads Have Rolled for Less"   | サリー・リチャードソン | ジュリアン・フェロウズ | 2022年2月28日 | 0.682                 |
| 脱線事故で5人が死に、ジョージは救助に当たった赤十字社に多額の寄付をする。事故の原因は従業員のディクソンが採用した不良品の車軸の金属疲労と判明する。ディクソンはジョージの命令に従ったと主張する。バーサは、アン・モーリスの反対を押し切って赤十字社の役員に選ばれる。マリアンは密かにチェンバレン夫人から赤十字社への寄付を受け取り、亡夫の愛人であった噂を認められる。マリアンはラリーが建築家を目指していることを知るも秘密にするよう頼まれる。ペギーのバートンをインタビューした記事のおかげでグローブ紙は購読者を増やす。アームストロングは偏見からペギーの記事にケチをつけるが、アグネスには聞き入れられない。バーサはマカリスターを英国式の昼食会に招待し、ヴァン・ライン家の執事バニスターに密かに金を払って差配させ、ラッセル家の執事チャーチは気分を害する。匿名の手紙でバニスターの裏切りを知ったアグネスは、ラッセル家に乗り込むもマカリスターやフェイン夫妻を目にし、恥をかく前に立ち去る。アームストロングはオスカーがバーサの侍女イーニッドに会っているのを目撃してアグネスに報告し、アグネスは身内の裏切りに激怒する。ラリーはグラディスをメイミー・フィッシュのパーティーに連れ出し、グラディスはキャリー・アスターと仲良くなる。キャリーはグラディスの舞踏会デビューを提案する。 |               |                                               |                        |                        |               |                       |
| 7 | 7             | "抗えない変化" "Irresistible Change"          | マイケル・エングラー   | ジュリアン・フェロウズ | 2022年3月7日  | 0.750                 |
| アグネスはバニスターに怒り続ける。オスカーがイーニッドと身分違いの情事をしていると考え、マリアンを通じてイーニッドを解雇するよう求め、バーサは応じる。アグネスはトムを野心家であると警戒し、マリアンは叔母の眼を盗んでチェンバレン夫人の屋敷でトムと密会する。ジョージは新駅をエジソンの電灯で照らす計画を発表する。ラリーは父に、建築の道に進みたいと打ち明ける。ジョージはディクソンの証言により訴追される恐れがでる。バーサはグラディスの舞踏会デビューを進め、フェイン夫妻やマカリスターを連れてエジソンの点灯式に出席する。ペギーとフォーチュンも出席する。 |               |                                               |                        |                        |               |                       |
| 8 | 8             | "ニューポートへの扉"                          | マイケル・エングラー   | ジュリアン・フェロウズ | 2022年3月14日 | 0.701                 |
| ジョージが裁判に備える間、ジョージ以外のラッセル家は、オーロラ、マカリスターを伴ってニューポートにバカンスに行く。グラディスを狙うオスカーも向かうも、ジョンが邪魔をする。オーロラはトムに用心しろと忠告するが、マリアンはトムとの駆け落ちを決断する。ジョージの従者ワトソンは、富豪のフローラ・マクニール夫人に会いコリア―と名乗る。アームストロングがトムからペギーに宛てた手紙を盗み見したため、ペギーはかつて死産をしたことを告白し、アグネスの秘書を辞める。 マリアンのおかげで、ジョージは自分の速記者のエインズリーがディクソンと組んで自分をはめたことを突き止め、裁判を逃れる。マカリスターはアスター夫人の留守中に、ニューポートの別荘をバーサに見学させるも、突然に夫人が来たためにバーサは裏口から逃げ出す。ヴァン・ライン家のメイドのブリジットは外出するジャックを尾行し、母親の墓参りをしていたことを知る。 |               |                                               |                        |                        |               |                       |
| 9 | 9             | "戦いの幕開け" "Let the Tournament Begin"     | マイケル・エングラー   | ジュリアン・フェロウズ | 2022年3月21日 | 0.813                 |
| バーサはグラディスの舞踏会デビューを計画する。アスター夫人との面会を断られたためキャリーの招待を取り消し、キャリーは母と対立する。娘との対立に疲れたアスター夫人はバーサに屈服し、キャリーを招待させる代わりに、自分やヴァン・ライン家らの名士たちが舞踏会に出席すると約束させられる。ジョージは融資を餌に名士の出席を強いる。ムッシュ・ボダーンはフランス人ではないことが暴露されそうになって辞職するも、舞踏会の直前に代わりのシェフが酔っ払って正体を無くしたために復職する。マリアンはペギーやチェンバレン夫人の助けで、舞踏会の日にトムとの駆け落ちを計画する。エイダは駆け落ちに気づき、オーロラはトムが他の富豪の令嬢と親しくしているところを目撃する。トムは駆け落ちの約束を破り、金が目当てであることを認める。マリアンは傷つきながらもグラディスの舞踏会に出る。舞踏会は成功し、ラリーはマリアンと、オスカーはグラディスと踊る。ペギーは死産のはずの息子が生きていることを知り、母とフィラデルフィアに行く。 |               |                                               |                        |                        |               |                       |

### シーズン2のエピソード
| 通算 話数 | シーズン 話数 | タイトル                                      | 監督              | 脚本                                    | 放送日         | U.S.視聴者数 (百万人) |
| --- | ------------- | --------------------------------------------- | ----------------- | --------------------------------------- | -------------- | --------------------- |
| 10 | 1             | "オペラは社交場" "You Don't Even Like Opera"  | Michael Engler    | ジュリアン・フェロウズ                  | 2023年10月29日 | 0.452                 |
| 1883年のイースターに、スコット家はフィラデルフィアで亡くなったペギーの息子の墓参りをする。ペギーは息子のことを忘れるため、再びヴァン・ライン家で働きたいと願う。マリアンはトム・レイクスが結婚すると知る。ヴァン・ライン家の親戚のダシェル・モンゴメリーが娘のフランシスと共にニューヨークに引っ越してくる。マリアンがセント・マリー校で水彩画をフランシスに教えていたことが発覚してアグネスは激怒する。バーサはアスター夫人が理事をつとめるアカデミー・オブ・ミュージック劇場にボックス席を得られずに怒り、新設のメトロポリタン・オペラ・ハウス劇場を援助する。ジョージや他の泥棒貴族たちは労働運動に直面する。オスカーは同性の相手を求めて街をうろついて襲われ、富と偽装を求めてグラディスに求婚し、結婚後の自由を約束する。 |               |                                               |                   |                                         |                |                       |
| 11 | 2             | "思いがけない事実" "Some Sort of Trick"       | Deborah Kampmeier | ジュリアン・フェロウズ                  | 2023年11月5日  | 0.355                 |
| グラディスは母バーサから逃れるためオスカーの求婚を受け入れようとするが、ジョージはオスカーの打算を見通して拒否する。エイダは新任の牧師フォルテに魅かれる。アグネスの意志に背き、マリアンは水彩画の教師の仕事を辞めない。ペギーが秘書の仕事に戻ることになり、アグネスは意地悪をしないようアームストロングに警告する。マクニール氏が、妻の父親であるラッセル家の使用人のワトソンを訪ねてくる。ニューポートでは、ラリーが別荘の改修を頼まれた年上の未亡人スーザン・ブレインと親しくなり、バーサは気に入らない。オーロラ・フェインはマリアンをエドワード・モルガンに引き合わせるも、追っ払いの醜態を見せられる。シカゴの鉄鋼産業労働者がストライキを始め、ジョージは組合幹部を買収して自分のピッツバーグの工場の労働者への影響を防止しようとするが失敗する。アスター夫人に対抗してオペラ戦争を戦うバーサは、メトロポリタン劇場のボックス席を富裕なウィンタートンに売ろうとするも、その新妻が自分の侍女であったイーニッドであると知って驚愕する。 |               |                                               |                   |                                         |                |                       |
| 12 | 3             | "直接対決" "Head to Head"                     | Michael Engler    | ジュリアン・フェロウズ & Sonja Warfield | 2023年11月12日 | 0.513                 |
| バーサはメトロポリタン劇場の理事に就任し、アカデミー劇場の理事のアスター夫人とのオペラ戦争は激化する。バーサはお茶会を催してウィンタートン夫人となったイーニッドを含む名士たちを招き、アカデミーの開演日にメトロポリタンのこけら落としを行うと発表して選択を迫る。ウィンタートン氏と親しいバッキンガム公爵がニューヨークを訪問予定だと聞いて利用を図る。イーニッドはジョージとの関係をバーサに示唆し、バーサは夫がイーニッドからの誘惑を退けながらも黙っていたことに激怒する。ジョージはピッツバーグから組合幹部のヘンダーソンを家に招き、贈賄で軟化を誘う。アスター夫人はヴァン・ライン家を訪れてバーサに対抗する案を練る。ダシェルはマリアンとの交際を望む。ラリーとスーザンの関係は進む。オスカー・ワイルドがニューヨークでの劇の上演に立ち会う。富裕なマクニール氏は妻フローラの父ワトソンがラッセル家の従者であることを恥じ、多額の年金と引き換えにサンフランシスコに行き娘や孫から距離を置くよう求める。エイダは慎重にフォルテに接近する。ペギーはアラバマ州タスキーギへの取材旅行に既婚の上司のフォーチュンとの同行を願うが、周囲は醜聞や人種差別を心配する。 |               |                                               |                   |                                         |                |                       |
| 13 | 4             | "公爵閣下" "His Grace the Duke"               | Deborah Kampmeier | ジュリアン・フェロウズ                  | 2023年11月19日 | 0.482                 |
| バーサはメトロポリタン劇場の内覧会を開くも、ボックス席販売の不振による資金不足で工事は中断する。ジョージが問題を解決する。バーサはブレイン夫人とラリーの中を引き裂く。イーニッドの出自を知ったアスター夫人にアカデミー劇場のボックス席の放棄を迫られたウィンタートンは怒り、メトロポリタン劇場を支持すると宣言する。バーサはジョージの影響力でバッキンガム公爵を迎えた夕食会に出席し、ニューポートのウィンタートンの別荘の代わりに自分の別荘に滞在するよう公爵を説得してイーニッドを激怒させる。ジョージは組合のストライキに備える。オスカーは結婚相手として実業家ジェイ・グールドの私生児という触れ込みのモード・ビートンに目をつける。エイダはフォルテの求婚を受け入れる。ワトソンはマクニールに、娘と直接話したいと求める。ペギーとフォーチュンはタスキーギで黒人学校の寮を開設したブッカー・T・ワシントンの家に泊まり取材をする。 |               |                                               |                   |                                         |                |                       |
| 14 | 5             | "触れるほど近く" "Close Enough to Touch"      | Michael Engler    | ジュリアン・フェロウズ & Sonja Warfield | 2023年11月26日 | 0.510                 |
| アグネスは寂しさからエイダの結婚に反対するも、マリアンら周囲は結婚式の準備を進める。最後にアグネスも折れて式に出席する。オスカーはモードのシカゴ大西洋鉄道への投資話を知り、自らも投資する。バーサは臨時の召使を雇ってバッキンガム公爵を迎える準備をする。イーニッドはそのうち二人を買収して歓迎のディナーを台無しにしようとして失敗する。ブレイン夫人と引き裂かれて傷心のラリーは、理事である父の代理でブルックリン橋の建設の進捗を調査し、病気であるチーフ・エンジニアのワシントン・ローブリングの代わりに、実際にはその妻のエミリーが現場を指揮していたことを知る。ペギーとフォーチュンはタスキーギで白人の暴力にさらされ、隠れるうちにキスを交わす。 |               |                                               |                   |                                         |                |                       |
| 15 | 6             | "威嚇射撃" "Warning Shots"                    | Crystle Roberson  | ジュリアン・フェロウズ                  | 2023年12月3日  | 0.593                 |
| イーニッドは夫の影響力でメトロポリタン劇場への支持を増やし、代償としてラッセル家の持つ中央ボックス席を譲るよう強要する。妻に内緒で密かに劇場の工事費用を援助していたジョージはボックス席を取り戻す。バッキンガム公爵がメトロポリタン劇場のこけら落としでの鑑賞を決め、アカデミー劇場の支持者たちを慌てさせる。ジョージは州兵を使いストライキに対抗する武力行使を準備するも、寸前で思いとどまり交渉に合意する。オスカーは鉄道会社への投資額を増やす。ダシェルは公の場でマリアンに求婚し受け入れられる。新婚旅行から戻ってすぐにフォルテは癌と診断される。バニスターはチャーチの泥酔姿を見てジョージに密告の手紙を書くが、30年前に疫病で死んだ妻の命日だったことを知って恥じ、手紙を取り戻す。ジャックは同僚や主人たちの寄付で申請料を工面して時計の特許を申請するも却下される。ペギーはニューヨークでの黒人学校閉鎖を取材する。 |               |                                               |                   |                                         |                |                       |
| 16 | 7             | "この世は驚きの連続" "Wonders Never Cease"    | Michael Engler    | ジュリアン・フェロウズ & Sonja Warfield | 2023年12月10日 | 0.584                 |
| ジョージは譲歩すると見せて組合の分断を図る。ヘンダーソンは企みに気づきながらジョージの提案を受け入れる。立場の弱まったアスター夫人は、アカデミー劇場のボックス席をバーサに提供するも、ジョージの勧めでバーサは断る。ブルックリン橋の開通式でラリーはローブリング夫人の貢献を称える。マリアンとダシェルは婚約する。フォルテは倒れて死の床に着く。モード・ビートンはオスカーの多額の資金とともに姿を消し、オスカーはヴァン・ライン家の財産のほとんどを詐欺で失ったことを知る。黒人学校の閉鎖を避けるため、関係者たちは貧しいアイルランド系にも門戸を開いて学校を存続させる。フローラは父ワトソンを訪ね、ニューヨークを離れる提案は夫の独断であったと語る。ワトソンは家族の側で年金を受け取ることになる。バニスターの友人の助けで、ジャックの特許申請は受理される。 |               |                                               |                   |                                         |                |                       |
| 17 | 8             | "争いの決着" "In Terms of Winning and Losing" | Michael Engler    | ジュリアン・フェロウズ                  | 2023年12月17日 | 0.686                 |
| 2つの劇場は同日に開演日を迎え、名士たちは選択を迫られる。両陣営は公爵を取り合いになる。アスター夫人はマカリスターを通じて資金が不足する公爵の出席を金で勝ち取る。アグネスはアカデミー劇場に行くも、マリアンはラッセル家の招待でメトロポリタン劇場に行く。バーサの好意でブルースとボーデンもメトロポリタン劇場に行く。ワトソンはラッセル家を去る。イーニッドは中央ボックス席を得られずに激怒する。バーサは手紙でアスター夫人にイーニッドの出自を知らせたことを夫に明かす。バーサは何らかの方法で公爵を説得して変心させ、名士たちの多くもメトロポリタン劇場を選んでアカデミー劇場には空席が目立つ。財産を失ったヴァン・ライン家は屋敷を売らなければならなくなり、使用人たちも次の仕事を探す。ダシェルはマリアンとの結婚を望み続けるが、マリアンは求める物が違うとして婚約を破棄する。ジャックは特許を取得し、マリアンの紹介でラリーが事業化を図る。市の教育委員会は急に委員会の日程を変更して黒人学校の閉鎖を決議しようとするも、フォーチュン、ペギー、学校関係者らが乗り込んで阻止する。ペギーはフォーチュンに深入りしないため、グローブ紙を辞める。 公演後、マリアンとラリーは情熱的なキスを交わす。フォルテが巨額の遺産をエイダに残す。ヴァン・ライン家は屋敷を売らずに済み、使用人たちは残り、エイダとアグネスの立場も逆転する。 |               |                                               |                   |                                         |                |                       |